# Transformer (альбом)
Transformer — второй студийный альбом американского музыканта Лу Рида, был издан в декабре 1972 года.

## Предыстория
В отличие от своего предшественника — альбома Lou Reed, восемь песен которого были написаны в период пребывания автора в группе Velvet Underground, Transformer содержит в основном новый материал. Однако в альбоме есть несколько песен, которые датируются временем, когда он находился в составе своей прошлой группы. Это были демоверсии песен Velvet Underground — «New York Telephone Conversation», а также «Andy’s Chest» и «Satellite of Love», которые появились в переизданиях альбома[уточнить] в 1985 и 1995 годах соответственно.

## Запись
«Самый актуальный рок-композитор современности — Лу Рид, не из-за того, что он делает, а из-за того направления, которое он избрал. Половины современных групп не существовало бы, если бы Лу Рид не взялся за гитару».
Альбом был спродюсирован Дэвидом Боуи и Миком Ронсоном, они оба были поклонниками творчества Рида и группы Velvet Underground. Боуи косвенно сослался на Velvet Underground в примечаниях к своему альбому Hunky Dory и регулярно исполнял композиции «White Light/White Heat» и «Waiting for the Man» на концертах и на BBC, в течение 1971—1973 годов. Он даже начал записывать свою версию песни «White Light/White Heat» для альбома Pin Ups, но она так и не была закончена; Ронсон позже записал эту композицию для своего сольного альбома Play Don’t Worry в 1974 году.
Мик Ронсон, который в то время был гитаристом группы The Spiders from Mars, сыграл важную роль в записи пластинки. Он выступил в качестве сопродюсера, аранжировщика и основного музыканта рекорд-сессий (кроме контроля записи, Ронсон играл на гитаре и фортепиано, а также исполнил бэк-вокал), помимо всего прочего, именно он написал знаменитую струнную аранжировку для композиции «Perfect Day». Рид высоко оценил вклад Ронсона, в документальном фильме Classic Albums он хвалил красоту аранжировок Мика, в которых тот отодвигал вокал на задний план, чтобы выделить струнные инструменты. Песни появившиеся на пластинке, сейчас являются одними из самых известных произведений Рида, в том числе «Walk on the Wild Side», «Perfect Day» и «Satellite of Love». Коммерческий успех альбома поспособствовал переходу музыканта от культового статуса, в ранг международной звезды.
Композиция «Andy’s Chest» была записана в 1969 году, для «потерянного четвёртого альбома Velvet Underground», а демоверсия «Satellite of Love» предназначалась для пластинки Loaded 1970 года, но ни одна из них так и не была использована. Во время записи Transformer темп этих песен был замедлен. Хотя авторство всех треков альбома приписывают Лу Риду, давно ходят слухи, что «Wagon Wheel» на самом деле композиция Дэвида Боуи. Несмотря на то, что Velvet Underground не исполняли композицию «Vicious» на концертах, её появление датируют периодом пребывания Рида в этой группе и проводят параллели с влиянием Энди Уорхола. Согласно словам Рида, Уорхол сказал ему, что он должен написать песню о ком-то порочном. Когда Рид спросил, что он имеет в виду, Уорхол ответил, «О, ну знаешь, порочный, — это… ну, как если бы я ударил тебя цветком» (англ. «Oh, you know, vicious, like I hit you with a flower»).
Обложку для альбома создал известный рок-фотограф Мик Рок.

## Отзывы критиков
| Оценки критиков               | Оценки критиков |
| Источник                      | Оценка          |
| ----------------------------- | --------------- |
| AllMusic                      | [ 9 ]           |
| Audio Compact Disc            | без оценки      |
| Billboard                     | без оценки      |
| Blender                       | [ 12 ]          |
| Chicago Tribune               | [ 13 ]          |
| Christgau’s Record Guide      | (B−)            |
| Classic Rock                  | без оценки      |
| Creem                         | без оценки      |
| Disc                          | без оценки      |
| Encyclopedia of Popular Music | [ 18 ]          |
| The Great Rock Discography    | [ 19 ]          |
| MusicHound                    | [ 20 ]          |
| New Musical Express           | без оценки      |
| Pitchfork                     | 8.4/10          |
| Rolling Stone                 | [ 23 ]          |
| The Rolling Stone Album Guide | [ 1 ]           |
| RPM                           | без оценки      |
| Stereo Review                 | без оценки      |
| Spin                          | [ 26 ]          |
| Spin Alternative Record Guide | 8/10            |
| Trouser Press                 | без оценки      |

Альбом получил противоречивую оценку от журнала Rolling Stone, автор рецензии — Ник Тошес выделил четыре «качественные» песни: «Vicious», «Walk on the Wild Side», а также «Hangin’ ’Round» и «Satellite of Love», тем не менее он забраковал остальные композиции, назвав их «выпендрёжными гомо-треками», и посетовал, что Риду не хватает уверенности в себе. В ретроспективе обзоре для альманаха The Rolling Stone Album Guide (2004), Том Халл писал, что Рид «сочинил кучу умных, свежих вещей и попытался нажиться на модном, андрогинном глэм-роке продюсера Дэвид Боуи, который поработал достаточно хорошо, пример — прорывная „Walk on the Wild Side“».
Марк Деминг из AllMusic писал в своей рецензии: 
Популярность Зигги Стардаста достигла своего пика, и пользуясь моментом Боуи предложит Лу Риду помочь с его сольной карьерой, которая пробуксовывала после выхода провалившегося первого альбома. Музыкально, у новой записи Рида было не так много общего со звуковой напыщенностью глэм-рока, но по крайней мере, она продемонстрировала недюжинную оригинальность автора. В этом альбоме Боуи и его правая рука — Мик Ронсон, создали для Рида новое звучание, которое лучше соответствовало музыканту (и было более коммерческим), чем двойственный тон его первого альбома. Ронсон добавил некоторую неряшливость гитаре на «Vicious» и «Hangin' Round» — в итоге, получилось намного более ярко, чем то, что Рид проворачивал с Velvet (при этом, гитарное звучание всё ещё „придерживалось буквы“ хард-рока — одной из сильных сторон музыки Рида), в то время как атмосферные аранжировки Ронсона для «Perfect Day», «Walk on the Wild Side» и «Goodnight Ladies» сочетали в себе поп-блеск с отличительной концепцией Рида. Хотя Рид иногда перегибает палку в лирике, на потребу фанатам глэм-рока (самые очевидные примеры — «Make Up» и «I’m So Free»), «Perfect Day», «Walk on the Wild Side» и «New York Telephone Conversation» доказывают, что он мог всё ещё может писать проникновенные тексты о представителях полусвета. Звук и стиль пластинки во многих отношениях определили карьеру Рида в 1970-х, что в итоге привело его в «музыкальный тупик», но тем не менее, никто не может отрицать, что Боуи и Ронсон даровали своему герою новую жизнь — и добротный альбом в придачу.

## Наследие
В 1997 году Transformer занял 44-е место в опросе «Музыка Тысячелетия», проведенном розничной сетью HMV Group, телеканалом Channel 4 и радиостанцией Classic FM в Великобритании. В списке еженедельника New Musical Express «Величайшие альбомы всех времен» пластинке присудили 55-ю позицию. В 2003 году альбому был поставлен на 194-е место в списке журнала Rolling Stone «500 величайших альбомов всех времен». Кроме того, он занял 96-ю строчку в списке журнала Q «100 величайших альбомов всех времен».
В 1996 году песня из альбома Transformer «Perfect Day» вошла в саундтрек к фильму «На игле», снятому по одноимённому роману Ирвина Уэлша.

## Список композиций
Слова и музыка всех песен — Лу Рид.
| №  | Название                | Длительность |
| -- | ----------------------- | ------------ |
| 1. | «Vicious»               | 2:55         |
| 2. | «Andy’s Chest»          | 3:17         |
| 3. | «Perfect Day»           | 3:43         |
| 4. | «Hangin’ ’Round»        | 3:39         |
| 5. | «Walk on the Wild Side» | 4:12         |

| №                   | Название                          | Длительность |
| ------------------- | --------------------------------- | ------------ |
| 6.                  | «Make Up»                         | 2:58         |
| 7.                  | «Satellite of Love»               | 3:40         |
| 8.                  | «Wagon Wheel»                     | 3:19         |
| 9.                  | «New York Telephone Conversation» | 1:31         |
| 10.                 | «I’m So Free»                     | 3:07         |
| 11.                 | «Goodnight Ladies»                | 4:19         |
| Общая длительность: | Общая длительность:               | 36:40        |

| №   | Название                                                                   | Длительность |
| --- | -------------------------------------------------------------------------- | ------------ |
| 12. | «Hangin’ ’Round» (акустическое демо)                                       | 3:58         |
| 13. | «Perfect Day» (акустическое демо — включает также скрытую рекламу альбома) | 4:50         |

## Участники записи
Сведения взяты из буклета альбома.

### Музыканты
- Лу Рид — гитара, клавишные, вокал
- Херби Флауэрс — бас, контрабас, туба на «Goodnight Ladies» и «Make Up»
- Мик Ронсон — соло-гитара, фортепиано, блокфлейта, бэк-вокал, струнные аранжировки
- Джон Хэлси[англ.] — ударные

### Дополнительные музыканты
- Дэвид Боуи — бэк-вокал
- Ронни Росс[англ.] — баритон-саксофон на «Goodnight Ladies» и «Walk on the Wild Side»
- The Thunderthighs[англ.] — бэк-вокал
- Барри Десоуза — ударные
- Ричи Дхарма — ударные
- Клаус Форман — бас
- Кен Скотт — звукоинженер

## Хит-парады
Первый сингл альбома — «Walk on the Wild Side» имел международный успех, несмотря на «взрослую» тематику лирики (текст был отредактирован в некоторых странах, а в нескольких странах сингл был вообще запрещен). Сейчас эта композиция считается визитной карточкой Лу Рида. «Satellite of Love» был издан в качестве второго сингла в феврале 1973 года. В 2002 году, в версии изданной к тридцатилетию альбома, помимо демоверсий песен «Hangin' Round» и «Perfect Day», был добавлен скрытый трек, содержащий рекламу альбома.

### Альбом
| Год  | Хит-парад         | Высшая позиция |
| ---- | ----------------- | -------------- |
| 1972 | Billboard Top LPs | 29             |
| 1973 | UK Albums Chart   | 13             |

| Хит-парад (1973)                   | Позиция |
| ---------------------------------- | ------- |
| Нидерланды (Buma/Stemra)           | 36      |
| США (Billboard Top Popular Albums) | 68      |

### Сингл
| Год  | Сингл                   | Хит-парад         | Высшая позиция |
| ---- | ----------------------- | ----------------- | -------------- |
| 1973 | «Walk on the Wild Side» | Billboard Hot 100 | 16             |
| 1973 | «Walk on the Wild Side» | UK Singles Chart  | 10             |

## Продажи и сертификации
| Регион                                                      | Сертификация | Продажи  |
| ----------------------------------------------------------- | ------------ | -------- |
| Австралия (ARIA)                                            | Золотой      | 20 000^  |
| Франция (SNEP)                                              | Золотой      | 100 000* |
| Италия (FIMI)                                               | Золотой      | 25 000*  |
| Великобритания (BPI)                                        | Платиновый   | 424 666  |
| ^ Данные о тиражах приведены только на основе сертификации. |              |          |